# Пуза
Пуза или медењача (Armillaria mellea) је врста печурке. Спада у лигниколне гљиве беле трулежи. Паразитира на разним стаблима листопадног дрвећа, а затим на пањевима наставља животну стратегију као сапрофит.

## Станиште
Расте у „букетима“ при дну трулог дрвећа у влажним летњим месецима и у јесен (од јула до октобра). Честа је у храстовим шумама.

## Опис
Шешир јој је полулоптаст, пречника до 6cm и смеђе боје. Дршка је танка, бледосмеђе боје.

## Употреба
Пријатног је укуса, помало горка, тако да може да се једе, али треба бити опрезан јер пузе имају више подврста. Треба је кувати до 15 минута, потом одлити воду и добро испрати. Конзервише се у уљу или сирћету, а може и да се суши, мада то треба урадити темељно како је не би напали инсекти. Ова гљива има и антибактеријско дејство против врста Staphyloccocus aureus, Bacillus cereus и B. subtilis. Наиме, експерименти су показали да је веома активна против грам-позитивних бактерија, односно армиларична киселина коју садржи. Такође садржи и полипептид декстран који делује против тумора. Експерименти на животињама су показали још неке ефекте ове врсте; повећава доток кисеоника у мозак, не мењајући крвни притисак, делује као седатив против грчева, а полисахариди изоловани из ње могу да заштите од последица јонизујућег зрачења. Користи се у кинеској традиционалној медицини против многих тегоба, а од њеног мицелијума се праве таблете које делују на нервни систем и умирују болове. Користи се и за сузбијање офталмије и кокошјег слепила, вероватно због витамина А који садржи у знатној количини.
|  | Опис гљиве у овом чланку није потпун нити је довољан за коректну и сигурну идентификацију гљиве. Непажњом врло лако се јестиве гљиве могу помешати са отровним. Уколико се поједу отровне уместо јестивих гљива, може доћи до тешких оштећења појединих органа, или до смрти оног који их је појео. Aко желите да скупљате гљиве, не препоручује се коришћење описа из овог чланка за препознавање, већ да се обавестите о изгледу и начину препознавања код неког стручњака за гљиве. |